# Dwa ognie

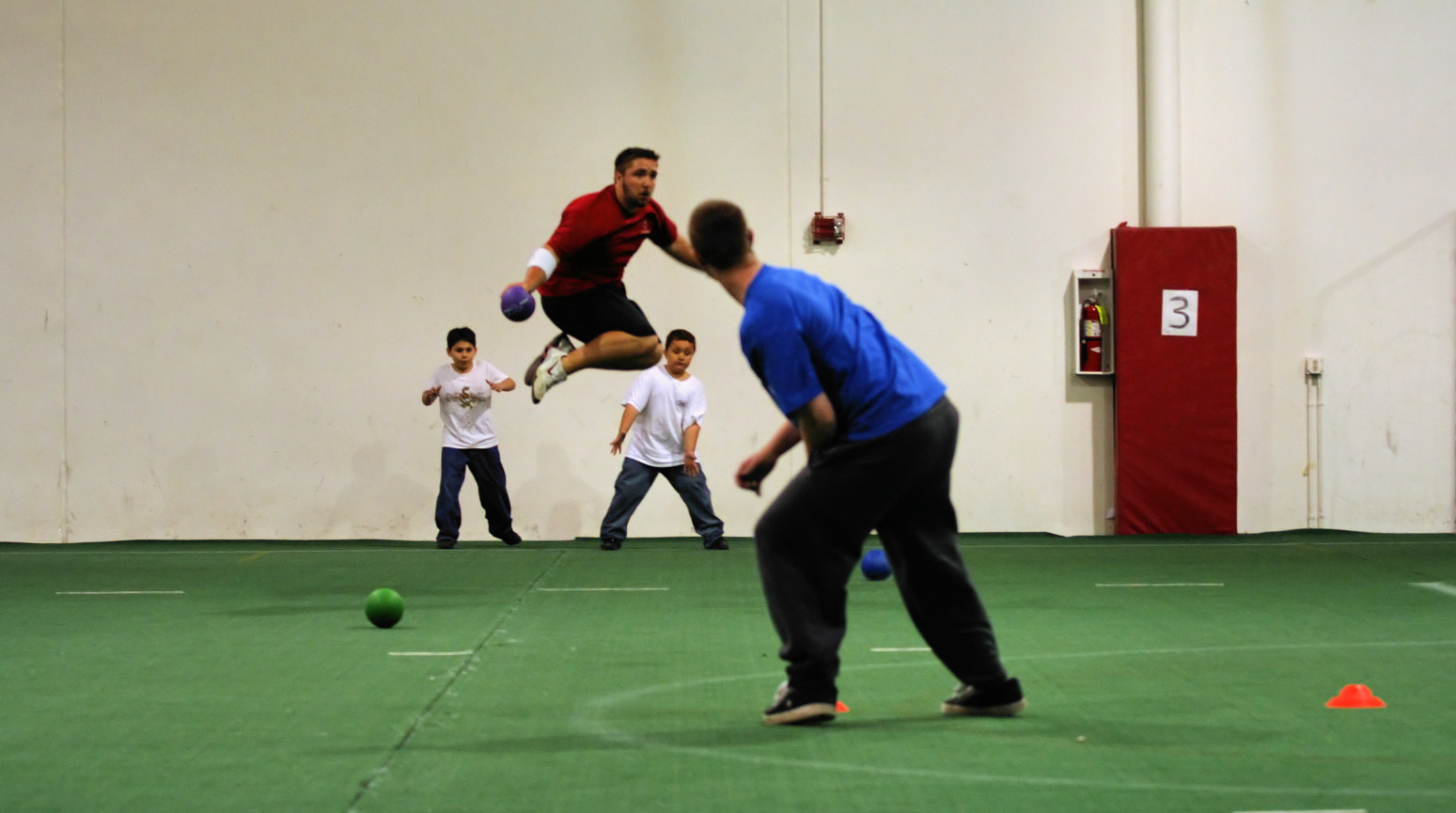

Dwa ognie – wieloosobowa zabawa sportowa, przeznaczona głównie dla dzieci. Często jest mylnie określana jako „zbijak” (w zbijaku nie ma „matek”).
Do gry potrzebne jest boisko lub sporych rozmiarów (ok. 100 metrów kwadratowych) prostokąt podzielony na dwie równe części oraz piłka (może być do gry w siatkówkę). 

## Zasady
W grze rywalizują dwa zespoły (o takiej samej liczbie zawodników, w zależności od wielkości placu gry, może ich być od 3 do nawet 20 w każdej z drużyn). „Matek” nie wolno zbijać.

## Przebieg gry
Gra polega na wzajemnym „zbijaniu się”, tzn. na uderzaniu piłką w osoby będące w drużynie przeciwnej. Gracze nie mogą wykraczać poza swoją część boiska. Zbicie (czyli punkt) następuje, gdy rzucona piłka dotknie gracza drużyny przeciwnej i spadnie na ziemię. Zbicie nie liczy się, gdy piłka odbije się od ziemi. Łapanie piłki liczy się jako zbicie (chyba że gracz złapie piłkę od swojej „matki”). W zależności od ustalanych zasad, gra się „na zbicia” lub „na punkty”. Pierwsza ewentualność oznacza, iż trafiony zawodnik schodzi z boiska (wówczas przegrywa ten zespół, który straci wszystkich graczy). Gra na punkty polega na tym, iż każde zbicie liczone jest jako jeden punkt; drużyna, która zdobędzie więcej punktów, wygrywa. Istnieją także inne wersje.